# Campeonato Mundial de Boxeo Aficionado de 1974
El I Campeonato Mundial de Boxeo Aficionado se celebró en La Habana (Cuba) entre el 17 y el 30 de agosto de 1974 bajo la organización de la Asociación Internacional de Boxeo (AIBA) y la Asociación Cubana de Boxeo Aficionado.

## Medallistas
| Evento                | Oro                         | Plata                          | Bronce                                               |
| --------------------- | --------------------------- | ------------------------------ | ---------------------------------------------------- |
| Minimosca (48 kg)     | Jorge Hernández · Cuba      | Stephen Muchoki Kenia          | Enrique Rodríguez Cal · España Yevgueni Yudin · URSS |
| Mosca (51 kg)         | Douglas Rodríguez · Cuba    | Alfredo Pérez Venezuela        | Constantin Gruiescu Rumania Vladislav Zasypko URSS   |
| Gallo (54 kg)         | Wilfredo Gómez Puerto Rico  | Luis Jorge Romero · Cuba       | Aldo Cosentino Francia David Torosian URSS           |
| Pluma (57 kg)         | Howard Davis Estados Unidos | Boris Kuznetsov URSS           | Mariano Álvarez · Cuba Rigoberto Garibaldi · Panamá  |
| Ligero (60 kg)        | Vasili Solomin URSS         | Simion Cuțov Rumania           | Luis Echalde · Cuba José Luis Vellón · Puerto Rico   |
| Superligero (63,5 kg) | Ayub Kalule Uganda          | Vladimir Kolev Bulgaria        | Ulrich Beyer RDA Amon Kotey Ghana                    |
| Wélter (67 kg)        | Emilio Correa · Cuba        | Clinton Jackson Estados Unidos | Plamen Yankov · Bulgaria Zbigniew Kicka · Polonia    |
| Semimedio (71 kg)     | Rolando Garbey · Cuba       | Alfredo Lemus Venezuela        | Anatoli Klimanov URSS Joseph Nsubuga Uganda          |
| Medio (75 kg)         | Rufat Riskiyev URSS         | Alec Năstac Rumania            | Dragomir Vujković Yugoslavia Bernd Wittenburg RDA    |
| Semipesado (81 kg)    | Mate Parlov Yugoslavia      | Oleg Korotayev URSS            | Ottomar Sachse RDA Leon Spinks Estados Unidos        |
| Pesado (+81 kg)       | Teófilo Stevenson · Cuba    | Marvin Stinson Estados Unidos  | Fatai Ayinla Nigeria Rajko Milić Yugoslavia          |

## Medallero
| Núm. | País           | Oro | Plata | Bronce | Total |
| ---- | -------------- | --- | ----- | ------ | ----- |
| 1    | Cuba           | 5   | 1     | 2      | 8     |
| 2    | URSS           | 2   | 2     | 4      | 8     |
| 3    | Estados Unidos | 1   | 2     | 1      | 4     |
| 4    | Yugoslavia     | 1   | 0     | 2      | 3     |
| 5    | Puerto Rico    | 1   | 0     | 1      | 2     |
| 5    | Uganda         | 1   | 0     | 1      | 2     |
| 7    | Rumania        | 0   | 2     | 1      | 3     |
| 8    | Venezuela      | 0   | 2     | 0      | 2     |
| 9    | Bulgaria       | 0   | 1     | 1      | 2     |
| 10   | Kenia          | 0   | 1     | 0      | 1     |
| 11   | RDA            | 0   | 0     | 3      | 3     |
| 12   | España         | 0   | 0     | 1      | 1     |
| 12   | Francia        | 0   | 0     | 1      | 1     |
| 12   | Ghana          | 0   | 0     | 1      | 1     |
| 12   | Nigeria        | 0   | 0     | 1      | 1     |
| 12   | Panamá         | 0   | 0     | 1      | 1     |
| 12   | Polonia        | 0   | 0     | 1      | 1     |
|      | TOTAL          | 11  | 11    | 22     | 44    |